# رینیلدو مانداوا
رینیلدو ایسنارد مانداوا (انگلیسی: Reinildo Mandava؛ زادهٔ ۲۱ ژانویهٔ ۱۹۹۴) بازیکن فوتبال اهل موزامبیک است که در پست مدافع کناری بازی می‌کند.
وی همچنین در تیم ملی فوتبال موزامبیک بازی کرده‌است.